# Liste der Einträge im National Register of Historic Places im Lawrence County (Tennessee)
Diese Liste der Einträge im National Register of Historic Places im Lawrence County (Tennessee) enthält alle im Lawrence County, Tennessee in das National Register of Historic Places eingetragenen Gebäude, Bauwerke, Objekte, Stätten oder historischen Distrikte.
Diese Liste entspricht dem Bearbeitungsstand des National Park Service/National Register of Historic Places vom 11. Oktober 2024.

## Legende
| NRHP | Historic Place             |
| HD   | National Historic District |

## Aktuelle Einträge
| [ 2 ] | Name                                        | Bild                                      | Eintragsdatum                  | Lage | Ort          | Beschreibung |
| ----- | ------------------------------------------- | ----------------------------------------- | ------------------------------ | --- | ------------ | ------------ |
| 1     | Bank of Loretto                             | Bank of Loretto                           | 27. Nov. 2019 ID-Nr. 100004682 | 200 Broad Street 35° 4′ 39,7″ N, 87° 26′ 24,4″ W                                                         | Loretto      |              |
| 2     | Crockett Theater                            | Crockett Theater                          | 29. Juli 1997 ID-Nr. 97000804  | 205 N. Military Avenue 35° 14′ 31″ N, 87° 20′ 3,8″ W                                                     | Lawrenceburg |              |
| 3     | Farmers and Merchants Bank                  | Farmers and Merchants Bank                | 13. Nov. 2017 ID-Nr. 100001825 | 213 Depot Street 35° 19′ 11,8″ N, 87° 18′ 19,9″ W                                                        | Ethridge     |              |
| 4     | Garrett House                               | Garrett House                             | 17. März 2009 ID-Nr. 09000137  | 205 S. Military Avenue 35° 14′ 22,2″ N, 87° 20′ 9,5″ W                                                   | Lawrenceburg |              |
| 5     | T.D. Davenport Forge                        |                                           | 19. Juli 1988 ID-Nr. 88001101  | Adresse nicht veröffentlicht                                                                             | Lawrenceburg |              |
| 6     | Lawrence County Jail                        | Lawrence County Jail                      | 16. März 1976 ID-Nr. 76001784  | Waterloo St. 35° 14′ 28″ N, 87° 20′ 15″ W                                                                | Lawrenceburg |              |
| 7     | Lawrenceburg Commercial Historic District   | Lawrenceburg Commercial Historic District | 14. Apr. 1992 ID-Nr. 92000346  | zwischen der N. Military St., Public Sq., E. Gaines St. und E. Pulaski St. 35° 14′ 29″ N, 87° 20′ 3,8″ W | Lawrenceburg |              |
| 8     | Lawrenceburg No. 1 Hydroelectric Station    |                                           | 20. Apr. 1990 ID-Nr. 90000308  | Glen Spring Road am Horseshoe Bend des Little Shoal Creek 35° 13′ 43″ N, 87° 21′ 29″ W                   | Lawrenceburg |              |
| 9     | Lawrenceburg No. 2 Hydroelectric Station    |                                           | 5. Juli 1990 ID-Nr. 90001005   | am Shoal Creek, in der Nähe der Old U.S. Route 43 35° 12′ 55″ N, 87° 21′ 47″ W                           | Lawrenceburg |              |
| 10    | Mount Zion Methodist Episcopal Church South | weitere Bilder                            | 10. März 1988 ID-Nr. 88000201  | Mount Zion Road 35° 3′ 55,1″ N, 87° 13′ 57,4″ W                                                          | Fall River   |              |
| 11    | Old Natchez Trace                           | weitere Bilder                            | 30. Mai 1975 ID-Nr. 75002125   | im Grenzverlauf von Alabama und Tennessee, mit der Tennessee State Route 100                             | Ethridge     |              |
| 12    | Sacred Heart of Jesus Church                | Sacred Heart of Jesus Church              | 10. Okt. 1984 ID-Nr. 84000093  | Berger Street 35° 14′ 46″ N, 87° 20′ 7″ W                                                                | Lawrenceburg |              |
| 13    | Sacred Heart of Jesus Church                | Sacred Heart of Jesus Church              | 10. Okt. 1984 ID-Nr. 84000094  | Church Street 35° 4′ 36″ N, 87° 26′ 35,8″ W                                                              | Loretto      |              |
| 14    | St. Joseph Church                           | St. Joseph Church                         | 10. Okt. 1984 ID-Nr. 84000113  | 304 American Blvd. 35° 1′ 59″ N, 87° 30′ 11″ W                                                           | St. Joseph   |              |
| 15    | St. Mary’s Cemetery                         |                                           | 10. Okt. 1984 ID-Nr. 84000095  | in der Nähe der Rascal Town Road 35° 1′ 53″ N, 87° 24′ 53″ W                                             | Rascal       |              |